# Letecká fakulta Technické univerzity v Košicích
Letecká fakulta Technické univerzity v Košicích (zkr. LF TUKE) je jedna z fakult Technické univerzity v Košicích, která byla zřízena rozhodnutím Akademického senátu Technické univerzity v Košicích dne 13. prosince 2004 s účinností od 1. února 2005.

## Historie
Předchůdkyní fakulty byla Vojenská letecká akademie generála Milana Rastislava Štefánika v Košicích, která byla od 1. září 2004 ve smyslu zákona 455/2004 Z.z. sloučena s Technickou univerzitou v Košicích a přetransformována na Ústav letectví Technické univerzity v Košicích.
Vojenská letecká akademie generála Milana Rastislava Štefánika v Košicích byla jako Vysoká vojenská letecká škola Slovenského národního povstání v Košicích zřízena rozkazem prezidenta republiky dne 20. června 1972 v souladu se zněním §55 ods. 4 zákona č. 19/1966 Sb. o vysokých školách, s účinností od 1. září 1973.
Jako akreditovaná vysokoškolská vzdělávací instituce byla integrální součástí školské soustavy Československé socialistické republiky s prioritním zaměřením na přípravu vojenských studentů a od roku 1991 i civilních studentů. Její absolventi byli profilování jako piloti letadel/vrtulníků a odborníci ve studijních oborech Řízení letového provozu, Letecké strojírenství a Letecká elektrotechnika. Ve své činnosti navazovala na dlouholeté tradice a zkušenosti předchozích leteckých škol a učilišť. Od roku 1997 jí bylo přiznáno právo vykonávat doktorandské studium a udělovat vědecko-akademickou hodnost philosophiae doctor (PhD.) ve vědních oborech „Výzbroj a technika letectví“ a „Operační a bojové použití letectva a protivzdušné obrany“.

## Poskytované vzdělání
Letecká fakulta poskytuje vysokoškolské vzdělání v rámci akreditovaných studijních programů v jeho všech třech stupních, s respektováním požadavků Ministerstva školství SR, Akreditační komise vlády SR a národní i evropské letecké legislativy. Fakulta je držitelkou osvědčení Leteckého úřadu SR o odborné způsobilosti pro přípravu pilotů, pracovníků řízení letového provozu a leteckého technického personálu podle požadavků letecké legislativy EU.
Jejím hlavním posláním má být poskytování vysokoškolského vzdělávání a provádění vědeckého výzkumu a vývoje v tradičních oblastech letectví - řízení a zabezpečení letecké dopravy, letecké strojírenství, letecká elektrotechnika (avionika a senzorika) a konstrukce, opravy a provoz letecké techniky. Připravuje studenty na pracovní pozice leteckých manažerů, profesionálních pilotů, řídících letového provozu, odborníků na údržbu letadlových draků, motorů a avionických systémů. V rámci výzkumu je zapojena do významných evropských projektů, spolupracuje s mnoha pracovišti s leteckým zaměřením v okolních zemích.

## Katedry
- Katedra avioniky
- Katedra managementu leteckého provozu
- Katedra letové přípravy
- Katedra letecké technické přípravy
- Katedra leteckého inženýrství

## Vedení fakulty
- Dr.h.c. doc. Ing. Stanislav SZABO, PhD., MBA, LL.M. – děkan
- doc. Ing. Peter KORBA, PhD., Ing. Paed. IGIP – proděkan pro vědu a výzkum
- Ing. Radoslav ŠULEJ, PhD. – proděkan pro vzdělávání
- Mgr. Peter ČEKAN, PhD. – proděkan pro rozvoj
- Ing. Peter ČOKINA – tajemník